# Narushima Ryūhoku

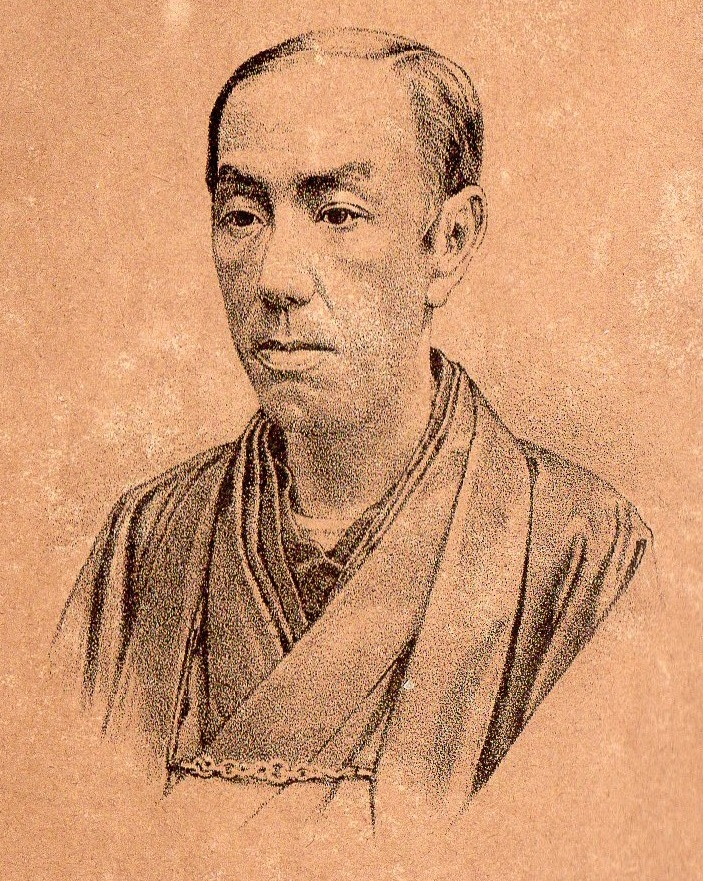
Narushima Ryūhoku

Narushima Ryūhoku (japanisch 成島 柳北; geboren 22. März 1837 in Edo; gestorben 30. November 1884) war ein japanischer Journalist, Essayist und Kritiker.

## Leben und Wirken
Narushima Ryūhoku war Sohn eines konfuzianischen Gelehrten des Shogunats. Im Alter von 20 Jahren wurde er höherer Samurai des Shogunats. Als er 1863 aufgrund von ironischen Gedichten (狂歌, Kyōka) bezüglich der Unentschlossenheit des Shogunats gegenüber dem in Japan eindringenden Westen entlassen wurde, befasste er sich verstärkt mit dem Westen und arbeitete während der zwei Jahre des Niedergangs des Shogunats als Kavalleriechef für die französische Modernisierung des Shogunat-Heeres.
Nach der Meiji-Restauration 1868 weigerte er sich, Mitarbeiter der neuen Regierung zu werden und nannte sich selbst „Muyō no hito“ (無用之人)  „Nutzlosen Mann“. Nach seinem Rückzug aus der Öffentlichkeit, nach Reisen nach Europa und in die Vereinigten Staaten, wurde er nach 1874 von den Lesern der Zeitung „Chōya Shinbun“ für seine witzige Regierungskritik gerühmt.
1875 wurde Naurushima unter dem neu eingeführten „Gesetz gegen Diffamierung“ (讒謗律, Zambō-ritsu) inhaftiert. Im folgenden Jahr schrieb unter dem  Titel „Gokunai Banashi“ (ごく内ばなし) über die grauenhafte Situation in den Gefängnissen. Der zweite Band (1874) des Magazins „Ryūkyōshinshi“, (柳橋新誌), der die hässliche Verwandlung der „Kakai“ (花街), also der Freudenviertel, beschreibt, zeigt in humorvoller Weise die Verbundenheit mit dem ehemaligen Edo und der Fragwürdigkeit der nach 1868 verstärkt durchgeführten „Bummei kaika“ (文明開化), der „Kulturerneuerung“ nach westlichem Vorbild.
In dem Tagebuch „Kōsai Nichijō“ (航西日乗), das erstmals 1877 in der Poesiezeitschrift „Kagetsu Shinshi“ (花月新誌) erschienen ist und das seine Auslandserfahrungen beschreibt, kritisiert er nochmal die aus seiner Sicht verfehlte „Kulturerneuerung“.
Sekundärliteratur: Maeda Ai (前田 愛; 1932–1987) „Narushima Ryūhoku“ (成島柳北).